# Borbe za Bokševicu
Borbe za Bokševicu bile su sukob HVO i HV s jedne strane i Armije RBiH u bošnjačko-hrvatskom sukobu u BiH. 
Bokševica je strateški važna šumovita planina uz Jablaničko jezero, s brojnim vrtačama. S nje se nadzire Jablanica i prometnica prema Konjicu. 1. gardijska brigada Ante Bruno Bušić svakim je dolaskom oslobađala planinu, a nakon što bi predali domobranskim snagama odnosno pričuvnim brigadama položaje oni bi uskoro pali. Muslimanske snage dovukle su snage iz drugih udaljenih krajeva BiH, poput Crnih labudova iz Kalesije, postrojbe pod izravnim zapovjedništvom Štaba vrhovne komande (ŠVK) odnosno Generalštaba Armije RBiH, koja je sudjelovala u borbama na Zlataru i Bokševici te poslije na području Fojnice. Na kraju je Armija BiH uspjela ovladati planinom, no zbog odsudne hrvatske obrane nisu dobile potrebni zamah i nisu uspjeli ugroziti ramske prostore prema zapadu i sjeveru. Uspješno zadržavanje dalo je vremena zapadnim prostorima pod nadzorom HVO za konsolidaciju obrane u Hercegovini i Rami te je stvorilo preduvjete za operaciju Tvigi.
Koncem 1992. godine snage HVO-a su ojačavale svoje izložene bokove na desnoj obali Neretve, radi prevencije mogućeg srpskog napada na Srednju Bosnu iz Istočne Hercegovine i od snaga grupiranih južno od Sarajeva. Slabije naseljeni dio između Zapadne Hercegovine i Srednje Bosne bio je meki trbuh. Predio je strateški važan, zato što pored ovih predjela prolaze najvažnije cestovne i željezničke prometnice u BiH i nalaze se važni elektroenergetski objekti u slivu rijeke Neretve. Prijetnja da bi mogli biti ukliješteni i odsječeni bila je realna, s obzirom na ishod bitke za Kupres. Uspješan ishod operacije Lipanjske zore stvarao je preduvjete za daljnje oslobađanje istočne Hercegovine. Imajući iskustva s prijašnjom internošću većinski bošnjačko-muslimanskih predjela gdje se nisu kvalitetno pripremili za obranu, zbog čega su izgubili mnoge teritorije, Hrvati su kao i drugdje preuzeli primat u osvajanju BiH u svoje ruke. Jablanica je 1991. imala ukupno 12.619 stanovnika, od toga 73 % Muslimana, 17 % Hrvata, 4 % Srba i 6 % ostalih. Zato je HVO snage razmjestio lipnja 1992. godine na Bokševicu. Bošnjačko-muslimansko vodstvo imalo je druge planove. Plasirali su u bošnjačko-muslmanske i svjetske medije informaciju u kojoj su hrvatsku akciju okvalificirali kao nekakvu "osvajačku", a svoje vojnike indoktrinirali nekakvim "otkrivenim namjerama HVO-a" kojima je cilj "podjela Republike Bosne i Hercegovine i stvaranje Hrvatske zajednice Herceg-Bosna u kojoj muslimansko stanovništvo nebi imalo nikakvog prava." Neutemeljena informacija primila se na plodno tlo, osobito kad su uklonili sve Muslimane koji su bili za suradnju s Hrvatima i protiv ikakva sukoba. Stvorila se izvrsna podloga za skrivene namjere srpskih muslimana iz Sandžaka i BiH koji su uzurpirali državni vrh BiH. I 30 godina poslije u bošnjačko-muslimanskoj prosvjeti naučavaju da su "sva stradanja, uništenja i poniženja na teritoriji opštine Jablanica doći će sa zapada od strane HVO i HV.", olako zaboravljajući i prešućujući da su osvajačka srpska nedjela bila početak rata u BiH, u kojem su Muslimani najviše stradali, dok su ih Hrvatska i tkz Herceg-Bosna primile i propustile na sigurno. Isto tako prenosi se tvdnja gdje optužuju HZHB da lansira tezu o "humanom preseljenju" npr. Bošnjaka iz Jablanice u Vareš, a Hrvata iz Vareša u Jablanicu, "a kad to nije išlo prići će se porobljavanju milom ili silom". Bošnjačka dezinformacija pokazala se kao potpuna laž pola godine poslije, kad su uz masovne ratne zločine istjerali okružene Hrvate iz vareškog i kakanjskog kraja koji nitkom nisu bili prijetnja. Naprotiv, bošnjačko vodstvo razmišljalo je o zamjeni teritorija i pučanstva Srebrenice i Vogošće, ili o užasnom humanom preseljenju naroda, o Kaknju i Konjicu, promišljalo se strateški što ako padnu Goražde i Žepa i bude egzodus stanovništva, gdje ga smjestiti, gdje pripremiti teren za prihvat izbjeglog stanovništva, Goražde i Konjic su gradovi na rijekama i najsličniji su. 
Muslimanske pripreme za napad počele su prije. Ništa ne znajući šta im se sprema, u HVO-u su lipnja 1992. godine razmjestili dio svojih snaga na Bokševici. Topništvo su razmjestili oko Jablanice i to na: Strop, Risovac, Sovićka vrata, Pisvir, Majan, Bokševica i Falanovo Brdo. 
Bošnjačko-muslimanske snage su svoje podle namjere počeli sprovoditi već u kolovozu 1992. godine te zaposjele crtu i dio Bokševice stavile pod svoj nadzor. Akcija nije bila sumnjiva, zbog muslimanskih sela oko planine. Logično je bilo da postrojbe HVO-a na planini Bokševici imaju zadaću potpuna nadzora Bokševice i teritorijalne sveze sa svojim snagama u Neretvici i Srednjoj Bosni, jer nisu si mogli dopustiti ovisnost o nekvalitetno opremljene, slabo organizirane, ali brojne Armije BiH. Ubrzo ARBiH provocira sukobe s HVO u nedalekom Prozoru i prozorskim selima. Stezanje obruča oko Hrvata radilo se uz etničko čišćenje. Akcija je pripremljena vojno i propagandno. Usporedno s vojnim napadom, kretala je i agresivna propaganda. Apsurdna velikobošnjačka propaganda optuživala je malobrojnije okružene Hrvate za izazivanje sukoba i agresiju, čak i kad su Hrvati u svojim enklavama bili u potpunom okruženju, ponekad s jedne strane Srbima a s druge muslimanima.
Bošnjaci su stalno izazivali sukobe, računajući na brojčanu nadmoć tzv. ABIH. Kao i diplomacija, dogovoreno nikad nisu ispoštovali pa su primirja koristili za daljnje napade. 
Početak krvave agresije i etničkog čišćenja hrvatskog naroda u općinama Konjic i Jablanica dogovoren je u Jablanici 20. ožujka 1993. godine na sastanku najviših vojnih i političkih predstavnika Muslimana Konjica, Jablanice i Hadžića, blagoslovljenog od Alije Izetbegovića, dr. Safeta Ćibe i Sefera Halilovića. 20. ožujka 1993. u hrvatskom selu Kostajnici podno Bokševice Muslimani - Bošnjaci Ismet Gabela i Sakib Boloban iz vozila u pokretu bacaju ručnu bombu na tri hrvatske djevojčice. 21. ožujka dr. Safet Ćibo zabranjuje Hrvatima da se oglašavaju na Radio-Konjicu. Pristaše zločina nad Hrvatima i Srbima već su prije bivali ovdje i dolazak zloglasnog Safeta Ćibe oslobodio je oganj kroatofobije koji je tinjao. Već nakon mjesec dana Ćibina komandiranja, 13. travnja 1993. godine, zatvorena je nadzorna točka Armije BiH u Jablanici i Hrvati nisu mogli ni ući ni izaći iz grada. Dva dana potom, 16. travnja u neposrednoj blizini Jablanice planuo je prvi oružani sukob između postrojbi Armije BiH i HVO.
Muslimanske pripreme za napad počele su u proljeće. Osvajanje je pratilo plansko etničko čišćenje od Hrvata, tako traumatizirajuće sprovedeno da se preživjeli hrvatski civili i branitelji nikad više ne požele vratiti na svoja ognjišta. Zatiranje hrvatskih sela provođeno je planski i sustavno. Svoje akcije poslije su pravdali izmišljotinama da su "HV i HVO" prvi napali i da je napad bio u travnju, prvo na Neretvicu, Konjic i Jablanicu, uz klasične ratno propagandne optužbe za palež, ubojstva, silovanja, progone, rušenja i skrnavljenja vjerskih objekata, te da Hrvatima napad nije uspio jer su se snažno oduprle bošnjačko-muslimanske snage, zbog čega su Hrvati prenijeli napade na planinu Bokševicu i njene padine - gdje su Hrvati ionako bili. Bošnjačko-muslimanska ratna propaganda ponavljala je ono što je u tom trenutku bila realnost, da se Hrvati žele spojiti sa svojim snagama u Srednjoj Bosni, što su već i bili. Izvrtala je teze, optuživajući Hrvate da žele samo za sebe zauzeti Jablanicu, Neretvicu i Konjic; tijek događaja pokazao je da se to radilo o bošnjačkim namjerama. Nihad Bojadžić je zapovijedio svojim ljudima pred napad na selo Trusinu, par km istočno udaljeno od podnožja Bokševice, da se zatre hrvatsko selo "tako da ni kokoš ne ostane živa". 16. travnja 1993. godine muslimanske snage počinile su Pokolj u Trusini, ubivši 22 Hrvata – 18 civila i 4 pripadnika HVO-a. Isti dan bio je izolirani incident - pokolj u Ahmićima koji su svjetski mediji i agencije, redom iz zemalja nesklonih Hrvatima iskoristili da potisnu napad ABiH na HVO i etničko čišćenje u Konjicu u drugi plan, istodobno prešućujući istovremeni muslimanski zločin u Trusini. Medijska prezentacija zločina u Ahmićima imala je dalekosežno štetne posljedice po interese Hrvata.
Uspješnom akcijom HVO potisnute su muslimanske snage. Bošnjaci-Muslimani iz Slatine se 17. travnja 1993. godine povlače u Jablanicu. 18. travnja 1993. godine borbeno neiskusna i brojčano slabija jedinica TO Slatina je nakon topničko-pješačkog napada HVO-a i HV povukla se na pričuvni položaj na branu HE Jablanica. Bošnjačko-muslimanske snage uspostavili su tu obrambenu crtu Brana – Tovarnica – Kosne Luke koja poslije nije bila ugrožena. 19. travnja 1993. godine pripadnici HVO-a zauzeli su sela Greviće i Tošćanicu. 24. travnja 1993. godine pod muslimanske snage pod svoj su nadzor stavile prometnicu Jablanica – Konjic kod Radešina. 24. travnja 1993. HVO pokušao je zauzeti sela s druge strane jezera u podnožju Bokševice: Rodiće, Šabančiće, Mrakovo, Žugliće, Brguliće i Glodnicu. Hrvatski napad MOS je zaustavio na Rodićkom brdu te se HVO vratio na početne položaje. 
Najžešće su borbe trajale od 9. svibnja do 8. srpnja 1993. godine. Bošnjačko-muslimanske snage su napale malobrojnije Hrvate na području konjičke općine. Premda slabiji, HVO je zadržavao obrambene crte, povremeno vraćajući cijelu planinu. Naizmjence su jedna i druga strana zauzimale planinu.
Svibnja 1993. u selu Mrkosovice, pripadnici postrojbe Armije BiH kojom je zapovjedao Hasan Hakalović, strijeljali su dvojicu civila hrvatske nacionalnosti. Na području sela Ljubina i Zaslivlje, pripadnici postrojbe Armije BiH kojom je zapovjedao Fikret Prevljak, izmasakrirali su (odsječene uši i nos) tijela trojice Hrvata. Tijekom svibnja svakodnevno su se iz Kostajnice uglavnom tijekom noći preko Bokševice u pravcu općine Prozora izvlačili Hrvati koje su pripadnici Armije BiH protjerali iz njihovih sela i mjesta na području općine Konjic. Hrvati Konjica doživli su tešku sudbinu. Vrce, Obre i Kostajnica ostali su u okruženju. U Seonici u dolini Neretvice, nekoliko km sjeveroistočno od Bokševice, HVO je držao još jedan dio pri vrhu sela, a ostali su protjerani. Preko Bokševice su hrvatski civili iz Kostajnice teškim, dugim i trnovitim putem pješačili 10 do 12 sati. HVO im je pomagao prenijeti djecu i starije do sela Tošćanice, gdje su ih ukrcali na kamione i prevezli do Prozora. U Prozoru su se odmarali i nastavili put dalje u svijet. UNPROFOR je u potpunosti zakazao na području Konjica, što se tiče Hrvata. U Radešini su se postrojbe HVO-a i civili predali UNPROFOR-u koji ih je predao Armiji BiH tako da su svi zatočeni i daljnja sudbina im se ne zna.
9. svibnja je poslan vod pukovnije iz Livna 1. gardijske brigade Ante Bruno Bušić u selo Kostajnicu na smjenu. Nisu mogli izvršiti zadaću jer je nešto prije istog dana pala Bokševica. Diverzantski odred Akrepi iz Konjica i dio snaga 44. brdske brigade iz Jablanice zauzeli su dio Bokševice: kote: Bandijera, Pik, Silj (1252 m) i Ključ (1262 m) na središnjem dijelu Bokševice. Vod „Bušića“ uspio je vratiti Bokševicu. Mjesne snage su se nakon toga povukle te su bošnjačko-muslimanske snage kontrolirale opet planinu. Pukovnija se opet angažirala. Digla je sve bojne osim one iz Žepča da ponovno vrate Bokševicu. Napad su poduzele 14. svibnja te su ovladali Jelovom Glavom, Bukovicom (sjeverni dio središnjeg dijela Bokševice) i Mirićima. 18. svibnja zauzeli su kotu 1315 i time su drugi put vratile Bokševicu. Muslimanska izvješća prvi put priznaju ljudske gubitke nakon tog HVO-va protunapada u kojem je vratio izgubljene položaje. Pukovnija je zamijenjena domaćim snagama, da bi odmorila ljudstvo, no, tad su ju opet zauzele snage ABIH. Stigla je zapovijed pukovniji "Bušića" da treći put vrati položaj. Napali su 10. lipnja. Snagama ABIH bio je pridodan elitni odred A BiH „Zulfikar“. Ostala postrojbe angažirane na vraćanju Bokševice nisu probile bošnjačkomuslimanske obrambene crte, „Bušići“ su uspjeli probiti te su sami nastavili sami, uz velike gubitke. 11. lipnja zauzeli su Bušići Tisov do ( kota 1280), Bandieru (kota 1315) i Silj ( kota 1252), sve kote na središnjem dijelu Bokševice. HVO je uspio i Bokševicu je po treći put zauzeo. U ARBiH su bili uvjereni da hrvatske snage žele zauzeti cijelu Bokševicu, a zatim Neretvicu i Jablanicu. Muslimanske snage pretrpjele su gubitke i u izvješćima priznaju poginule i ranjene. Već su se bojali da će HVO stići nadomak muslimanskih sela na jugu poluotoka na kojem je Bokševica. HVO je imao dobru topničku potporu. Muslimanska izvješća govore o 3000 granata različitih kalibara. Pola bošnjačko-muslimanskih vojnika na tim položajima izbačeno je iz stroja ali su držali obrambene crte do predvečer i onda je HVO vratio Tisov do. Nastupio je strah na bošnjačko-muslimanskoj strani i stanovnici Rodića, Šabančića, Žuglića i Mrakova bezglavo su preko noći napuštali sela. 12. lipnja bošnjačko-muslimanskim postrojbama pridružio se MUP Jablanice i SOPN Zulfikar te su se pribrali i zadržali kotu Jasenov do, južni komadić Bokševice. Pasivna obrana nije im davala rezultata te su morali čekati odlazak profesionalnih Bušićevaca. Odlaskom profesionalaca Bušića na odmor, domaće snage nisu dugo izdržale. Muslimanske snage su 14. lipnja pošle u navalu te su zauzele Tisov do i Bandjeru. Uspostavili su novu obrambenu crtu. 15. lipnja zauzele su kotu Pik. 17. lipnja 44.bbr, 45.bbr, SOPN „Zulfikar“ i „Silver Fox“ napale su i zauzele kote Rudeži i Gradinu, čime su ukupno zauzele dvije trećine Bokševice. Zbog potisnutosti na tek trećinu poluotoka, a znajući pokolje koje su HV i HVO počinile već prije, rodila se uznemirenost među Hrvatima u Kostajnici, Falanovu Brdu, Buturović Polju, Obrima i Bukovici. Protunapadi hrvatskih snaga nisu uspjeli. 20. lipnja A BiH ponovo je zauzela cijelu Bokševicu.
21. lipnja MOS je napao ka Silju (Anteni) i zauzeli su tamošnji antenski stub. U hrvatskom protunapadu su izgubili Silj. Brigada HVO Rama je držala bojišnicu dugu 105 km zbog čega je trpilo vojno djelovanje zbog nedostatka ljudstva.  Nakon pada Bokševice u lipnju, obrambena crta prema konjičkoj općini premještena je na Kućane te se iz napadnih aktivnosti prešlo u „stanje mirovanja“, odnosno držanje dostignutih položaja. 28. lipnja MOS-ove združene postrojbe 44.bbr, MUP-a i SOPN-a napale su Silj, Ključ i Kraljev sto. Stizali su im izvješća o poginulim i ranjenim, no nastavljali su napad. Ubacili su skupine u bližu dubinu hrvatskog teritorija. 28. lipnja poslijepodne je diverzantska skupina ABIH napala ručnim bombama položaje hrvatskih branitelja na Silju i usporedno napala pješaštvom obrambene crte HVO na Kraljevom stolu (1228 m). Dvojica su vojnika HVO poginula, treći koji je radio na uređenju puta bagerom je nestao, a šest je vojnika ranjeno. Naknadno je doznato da je inženjerac brigade Rama koji je radio na bageru otet i ubijen. Tijelo mu je razmijenjeno skoro godinu poslije, 19. svibnja 1994., u Slatini. Nova crta bojišta formirana je ispod Treskavice tt 1100, južna padina Budimske ravni (863 m) i Tošćanica, na sjeverozapadnoj strani Bokševice. MOS-ovci nisu dugo gradili obrambenu crtu, nego su nastavili ka Budimskoj. Po četvrti put zapovijeđeno je HVO-u zauzeti Bokševicu. Skupina koja je dobila zadaću sastavljena je od različitih postrojbi. HVO je četvrti put napao Bokševicu 4. srpnja. Posuška bojna se borila na planini. Opet su samo „Bušići“ probili neprijateljsku obranu i opet su bile mnogobrojnije žrtve na protivničkoj strani, koja godinama krije stvarno stanje gubitaka. Hrvatske postrojbe pokušale su vratiti izgubljene položaje,  uz potporu tenkova i topništva. 5. srpnja akcije je završena bez uspjeha. Iz pukovnije Ante Bruno Bušić govore da im je ovo bio najteži dio njihovog ratnoga puta. Nekoliko hrvatskih bojovnik povlačilo se preko Bokševice ka slobodnom teritoriju. Pri pokušaju evakuacije pripadnici tzv. Armije BiH su ih 6. srpnja zarobili, maltretirali i ubili. Bilo je velikih gubitaka na obje strane. Obje ratne strane kazivale su o bojištu na Bokševici kao izrazito teškom. Znajući kako se bošnjačko-muslimanska strana ophodi sa zarobljenim vojnicima i civilima, na hrvatskoj strani stali su razmišljati da valja napustiti Kostajnicu, Falanovo Brdo, Obre, Buturović Polje, Bukovicu i ostala sela u Neretvici. 8. srpnja na Budimskoj su se spojile snage 44. brdske brigade iz Jablanice sa snagama 45. brdske brigade iz Neretvice na Budimskoj. Bošnjačko-muslimanska strana priznaje 27 poginulih pripadnika ARBiH i MUP-a te desetke onih koji su ostali trajni invalidi u borbama za Bokševicu. Nekolicina je odlikovana Zlatnim ljiljanima.

Bokševica je tako izgubljena čemu su uzrok manjak suradnje i solidarnosti među snagama HV i HVO-a, kao i politički utjecaj. Zbog slabe organiziranosti, velikog manjka ljudstva teško se moglo više postići. Uz dobru pokrivenost ljudstvom i prije svega disciplinom moglo se mnogo više. Težak teren bio je pogodniji za diverzantske akcije nego za frontalno sučeljavanje. Zbog manjka discipline u HVO diverzanti su se lako ušetavali. Budući da je HVO morao dovesti pojačanja iz drugih dijelova Hrvatske, Hercegovine i Rame, ARBIH imala je prednost jer je bolje poznavala teren, a HVO koji je poznavao teren bio je odsječen. U ushićenju i bujnoj mašti bošnjačko-muslimansko vojno vodstvo i mediji stalno spominju da su pobijedili HV. Iz Hrvatske su došli samo ljudi koji potječu iz BiH i nisu bili na ovom području. Hrvatska si nije smjela dopustiti slanje svoje vojske u BiH zvanicno zbog vrlo nepovoljnih političkih neprilika, jer je već bila na udaru međunarodne zajednice. Nazočnost HV-a spominju i u rujnu 1993.,  kad je Hrvatska bila angažirana u Lici. U bošnjačko-muslimanskim ratnim izvješćima domicilne Hrvate prikazuju kao tuđince.
Nakon osvajanja Bokševice muslimansko vodstvo prišlo je pripremati se za zauzimanje Doljana (JZ od Bokševice, preko Jablaničkog jezera) i uzvisine Pisvira (1166 m i 1142 m gdje je odašiljač), koje su zauzeli 28. srpnja 1993. godine i počinile pokolj hrvatskih civila u Doljanima. Pripadnici 44. brdske brigade ABiH ubili su tad 39 Hrvata. Muslimanski izvori tek spominju da je "radi siline borbe u naselju Doljani i mogućnosti masovnog stradanja civila, njih oko 190 se izmještaju u Jablanicu." HVO je poduzeo snažni protunapad 1. kolovoza 1993. no došao je do Ilijine Grude i tu crtu nije uspio prijeći.
Pokušale su bošnjačko-muslimanske snage osvojiti predjele prema sjeverozapadu u pravcu Prozora. Napad na Crni vrh i Uzdol nije uspio, pa su se preusmjerili na bliže Kućane, nekoliko kilometara sjeverozapadno od Bokševice, dok su obrambenu crtu Glibe - Jurići - Uzdol tek provocirali pješačkom paljbom, a prema Ivancima i Šćipama u niskom letu bio je Hrvatski helikopter. Sredinom rujna HV i HVO je držao Kućane, Slatine (prema jugozapadu, s druge strane jezera) i kote Majnu (508 m), Križ (588 m) na poluotočiću koji okružuju Jablaničko jezero i potopljeno ušće Tošćanice, te Duvnice s kojih je djelovao preko potopljena ušća Tošćanice prema muslimanskim položajima kod Rodića, Šabančića, Mrakova i Žuglića, na jugozapadnoj strani "poluotoka". HVO je držao i sela Tošćanicu i Lizoperce. Rano jutro 16. rujna napale su bošnjačko-muslimanske snage sve položaje HV i HVO na tom području. Zauzeli su Kostriješ, a HV i HVO je u protunapadu vratio položaje pri čemu su poginula 4 vojnika Lašvanske bojne. Istovremeno je MOS (bošnjačko-muslimanske snage) napao položaje Križ, Majan, Tošćanicu i Hudutsko te okružio HV i HVO. 70 vojnika HVO se uspjelo izvući iz okruženja s poluotočića. U osvajanju Hudutskog 44. brigadi Armije BiH poginulo je šest vojnika. MOS je zarobio 22 vojnika HV i HVO i dvoje hrvatskih civila koje su pobili u selu Hudutskom pokraj Bokševice, od koje ga odvaja rukavac Jablaničkog jezera. Preko jezera na jugozapadu, u predjelu sela Slatine, djelovao je MOS PAM-om i PAT-om po Donjoj Slatini s uzvisine Zavratače (495 m) ponad Jablanice i Slatine te s Pisvira (1142 m, 1166 m), a na Zavratači im je pješaštvo upalo u minsko polje pri čemu je bio jedan poginuli.
Nažalost velikobošnjačka propaganda, uz potporu Hrvatskoj nesklonim velesilama iz međunarodne zajednice urodila je plodom. Međunarodni tribunal je postao igralištem velesila osobito nesklonih Hrvatima u BiH koje su ondje izložili bezočnim optužbama za agresiju.

## Vanjske poveznice
- Zločin s pečatom  Arhivirana inačica izvorne stranice od 3. ožujka 2008. (Wayback Machine), knjiga Ivice Mlivončića (dio o zločinima Bošnjaka nad Hrvatima u Konjicu)
- HIC.hr Bošnjačko-hrvatski sukob na području općine Konjic